# Göltzschtalbrücke (A 72)
Die Göltzschtalbrücke überspannt bei Weißensand, einem Ortsteil von Lengenfeld, das Tal der Göltzsch und überführt die Bundesautobahn 72. Sie steht zwischen den Anschlussstellen Treuen und Reichenbach und entstand im Zuge des Baus der Vogtlandautobahn. Das Bauwerk liegt etwa zehn Kilometer südlich der bekannten Eisenbahnüberführung Göltzschtalbrücke und reiht sich ein in eine Anzahl von Brücken im Vogtland, die entweder die Weiße Elster oder das Tal der Göltzsch überspannen.

## Geschichte
Gebaut wurde die Brücke von Oktober 1937 bis Dezember 1938. Geplant und gebaut wurde eine vierspurige Autobahnbrücke. Aufgrund des Zweiten Weltkriegs (Arbeiter- und Materialmangel) wurde die Autobahntrasse jedoch nur mit zwei Spuren fertiggestellt, sodass auch auf der Brücke nur zwei Spuren angelegt wurden. Im April 1945 wurde die Brücke von auf dem Rückzug befindlichen deutschen Soldaten gesprengt. Die Wiederinstandsetzung der Brücke und der zweispurigen Vogtlandautobahn fand während der Zeit der Sowjetischen Besatzungszone (SBZ) statt und endete im Oktober 1948. In der DDR wurde die Weißensander Brücke, wie auch die restliche Vogtlandautobahn südlich von Zwickau, nicht auf vier Spuren ausgebaut. Dies lag zum einen daran, dass vor der Grenze zur Bundesrepublik Deutschland die unfertige Elstertalbrücke stand. Zum anderen war das Verkehrsaufkommen Richtung Westdeutschland generell gering, weshalb die DDR-Regierung es unterließ, die beiden fehlenden Spuren auf der Weißensander Brücke anzulegen. Während der DDR-Zeit konnte die Brücke deshalb auch von Fußgängern überquert werden. Im wiedervereinten Deutschland wurde die A 72 und damit auch die Göltzschtalbrücke wieder wichtiger. Die Brücke wurde deshalb von 1992 bis 1994 grundlegend saniert und verbreitert und weist nun neben den vier Fahrspuren auch zwei Standstreifen auf.

## Konstruktion
Die Göltzschtalbrücke besitzt eine Länge von 364 m. Wie bei den meisten Großbrücken der Vogtlandautobahn wurde als Konstruktion ein Bogentragwerk aus Natursteinmauerwerk gewählt. Die Steine binden im Inneren in Verfüllbeton ein, der lagenweise als Stampfbeton eingebaut wurde. Die maximal 35 m hohe Brücke weist fünf Bögen mit Pfeilerabständen von 62 m und lichten Weiten von 50,5 m auf.
Der Umbau Anfang der 1990er sollte das Aussehen der Brücke möglichst wenig verändern. In die alte Konstruktion wurde zwischen die Seitenwände aus Granit eine Spannbetonbrücke mit zwölf Feldern eingebaut. Diese weist als Überbau für jede Richtungsfahrbahn einen einzelligen, konstant hohen Hohlkasten aus Spannbeton auf, der einseitig eine weit auskragende Fahrbahnplatte besitzt. Die Herstellung erfolgte bei Regelstützweiten von 31 m im Taktschiebeverfahren. Als Unterbauten tragen neue Verpresspfähle in den Pfeilern vorgespannte Waagebalken, auf denen wiederum der Überbau gelagert ist. Zum Einbau der neuen Brückenkonstruktion wurde der alte Verfüllbeton, soweit notwendig und statisch möglich, ausgefräst.

## Trivia
Die Göltzschtalbrücke bei Weißensand diente der Autorin Auguste Lazar als Buchtitel für die weitgehend tatsachengetreue Erzählung „Die Brücke von Weißensand“ aus dem Jahre 1965. In diesem Buch wird dem selbstlosen Handeln der Einwohner von Weißensand ein Denkmal gesetzt. Sie retteten zwei Frauen aus einem Zug von KZ-Häftlingen des KZ Groß-Rosen, der Anfang März 1945 auf dem Durchmarsch in ein anderes Konzentrationslager die Autobrücke querte und kurzzeitig in Weißensand untergebracht war.